# Mielec
Mielec (in yiddish מעליץ, Melitz) è un comune urbano polacco del distretto di Mielec, nel voivodato della Precarpazia.
Ricopre una superficie di 47,36 km² e nel 2010 contava 60 752 abitanti.

## Storia
La presenza di un abitato chiamato Mielec è affermata per la prima volta da una Bolla pontificia emanata da Papa Gregorio IX nel 1229 dov'era citata già nel XIII e XIV secolo, in quest'ultimo per l'esistenza di una parrocchia.

### XX secolo
La città si sviluppa nel XX secolo grazie all'apertura, nel 1938, di uno stabilimento dell'azienda aeronautica Państwowe Zakłady Lotnicze (PZL) identificato come PZL WP-2 ed in seguito Wytwórni Sprzętu Komunikacyjnego (WSK) e PZL-Mielec.

## Cultura
A Mielec esistono 9 scuole elementari, 4 licei, e numerose scuole medie. Tra i monumenti della città si ricordano: basilica di San Matteo Evangelista, chiesa di San Marco, palazzo della famiglia Oborski ed il palazzo della famiglia Suchorzewski. A Mielec è presente un gruppo di danza folcloristica "Rzeszowiacy".
Attualmente Mielec è una città moderna con un notevole numero di fabbriche (zona Speciale Economica) e scuole.

## Amministrazione

### Gemellaggi
Mielec è gemellata con:
- Douchy-les-Mines[3]
- Löhne[4]
- Morlaix[5]
- Mukačevo[6]
- Saint-Martin-des-Champs (Bretagna)[5]
- Saint-Thégonnec[5]
- Tiszaföldvár[7]
- Vila Nova de Poiares[8]

## Sport
- Stal Mielec, società pallavolistica femminile.
- Klub Sportowy FKS Stal Mielec, società calcistica.